# Leptotarsus (Longurio) gymnocerus
Leptotarsus (Longurio) gymnocerus is een tweevleugelige uit de familie langpootmuggen (Tipulidae). De soort komt voor in het Neotropisch gebied.